# PGC 38582
LEDA/PGC 38582 ist eine Spiralgalaxie vom Hubble-Typ Sab mit ausgedehnten Sternentstehungsgebieten im Sternbild Großer Bär am Nordsternhimmel, die schätzungsweise 43 Millionen Lichtjahre von der Milchstraße entfernt ist. Sie gilt als Mitglied der NGC 4051-Gruppe (LGG 269).
Im selben Himmelsareal befinden sich u. a. die Galaxien NGC 4111, NGC 4117, NGC 4118, NGC 4143.